# 国道363号

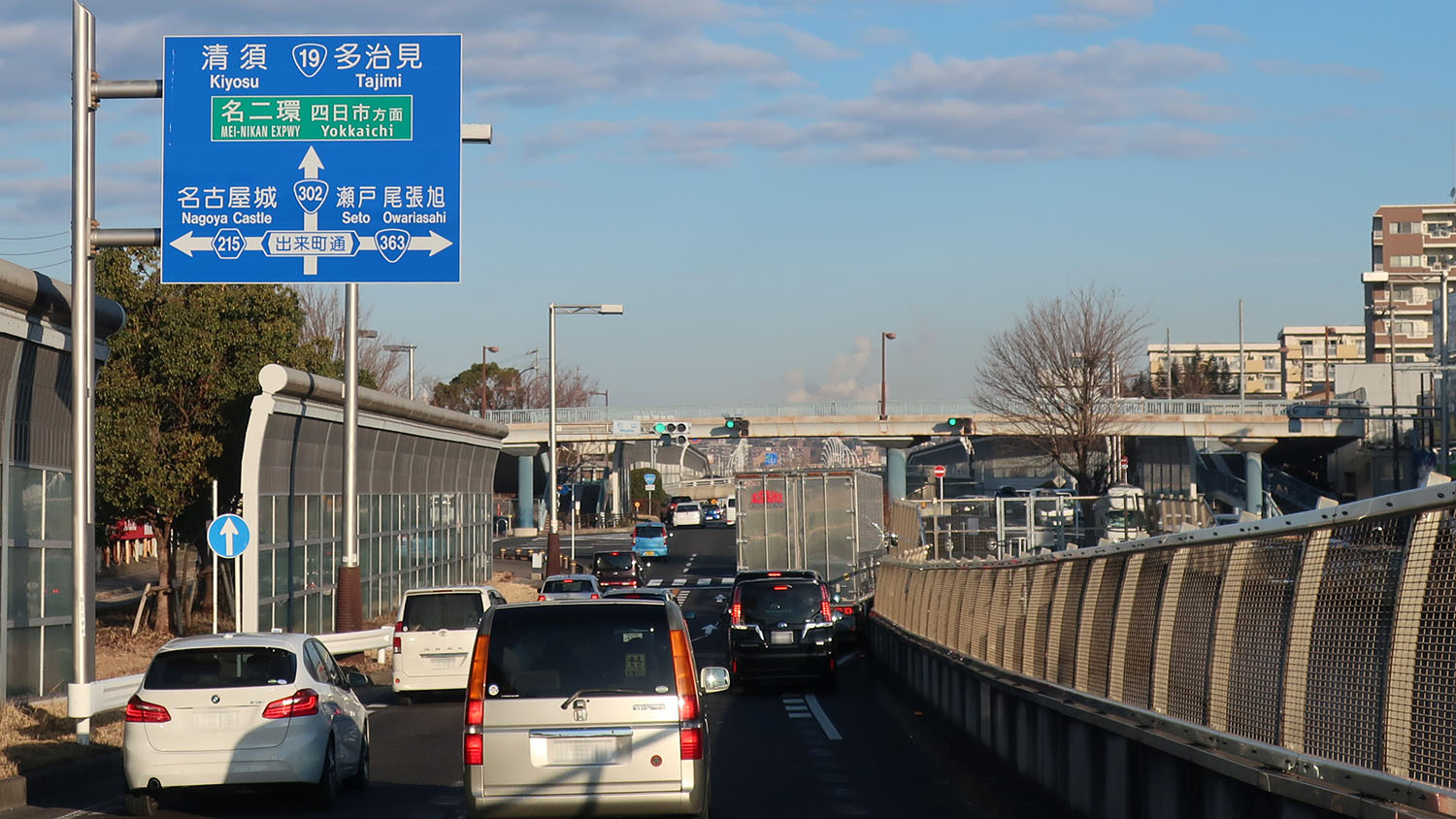
国道363号 起点
愛知県名古屋市名東区 引山交差点

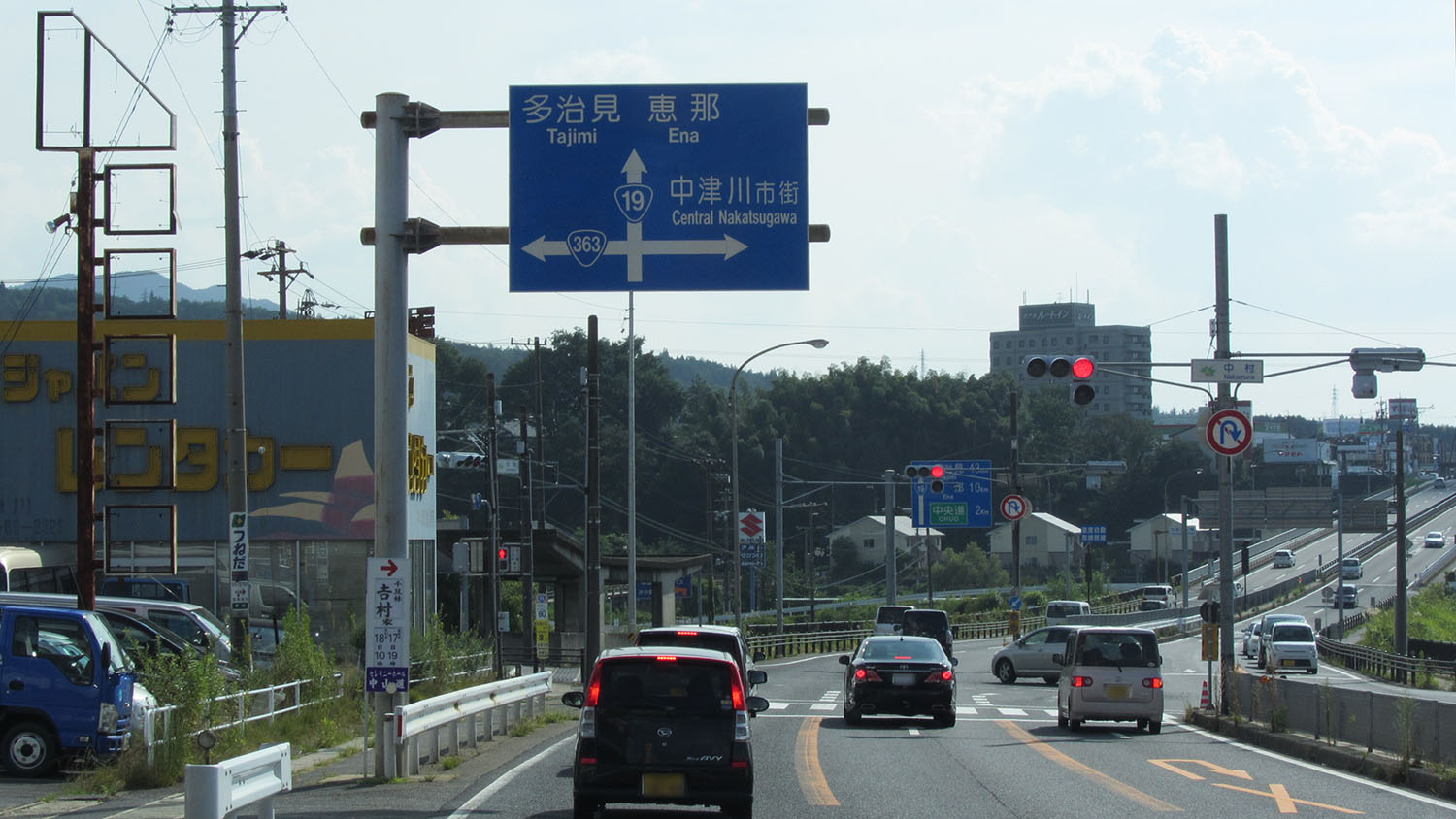
国道363号 終点
岐阜県中津川市 中村交差点

国道363号（こくどう363ごう）は、愛知県名古屋市名東区から岐阜県中津川市に至る一般国道である。

## 概要

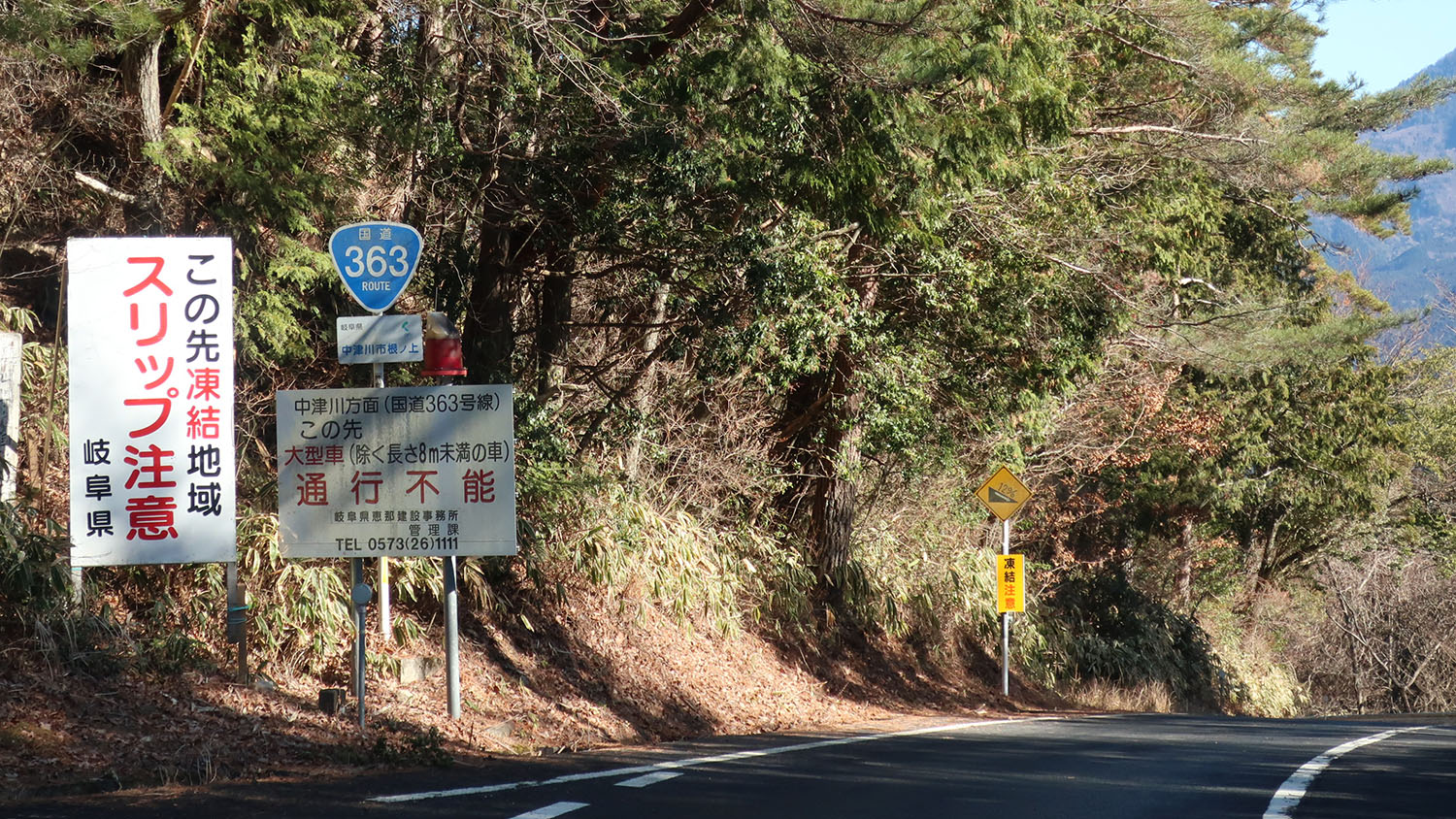
岐阜県中津川市阿木の
往復1車線、未整備区間入口

起点の名古屋市名東区から東へ向かい、尾張地区北東部の尾張旭市や瀬戸市を経由する。その後岐阜県へ入り、東濃地区（土岐市・瑞浪市・恵那市）の南側を進み、終点の中津川市に至る路線である。ほぼ全線にわたって往復2車線以上だが、土岐市鶴里町柿野付近には往復1.5車線、中津川市阿木（根の上高原入り口付近から川上集落付近）には往復1車線の狭路区間がある。

### 路線データ
一般国道の路線を指定する政令に基づく起終点および重要な経過地は次のとおり。
- 起点：名古屋市（名東区、引山交差点 = 国道302号（名古屋環状2号線）交点）
- 終点：中津川市（中村交差点 = 国道19号交点）
- 重要な経過地：尾張旭市、瀬戸市、土岐市（鶴里町細野）、瑞浪市、岐阜県恵那郡山岡町[注釈 2]、同郡岩村町[注釈 2]
- 総延長 : 80.6 km（岐阜県 59.1 km、愛知県 18.5 km、名古屋市 3.0 km）重用延長を含む[2][注釈 3]
- 重用延長 : 5.7 km（岐阜県 1.1 km、愛知県 4.7 km、名古屋市 - km）[2][注釈 3]
- 未供用延長 : なし[2][注釈 3]
- 実延長 : 74.8 km（岐阜県 58.0 km、愛知県 13.8 km、名古屋市 3.0 km）[2][注釈 3]
  - 現道 : 73.6 km（岐阜県 57.4 km、愛知県 13.2 km、名古屋市 3.0 km）[2][注釈 3]
  - 旧道 : なし[2][注釈 3]
  - 新道 : 1.2 km（岐阜県 0.6 km、愛知県 0.6 km、名古屋市 - km）[2][注釈 3]
- 指定区間：なし[3]

## 歴史
- 1975年（昭和50年）4月1日 - 一般国道363号（名古屋市 - 中津川市）指定。

## 路線状況

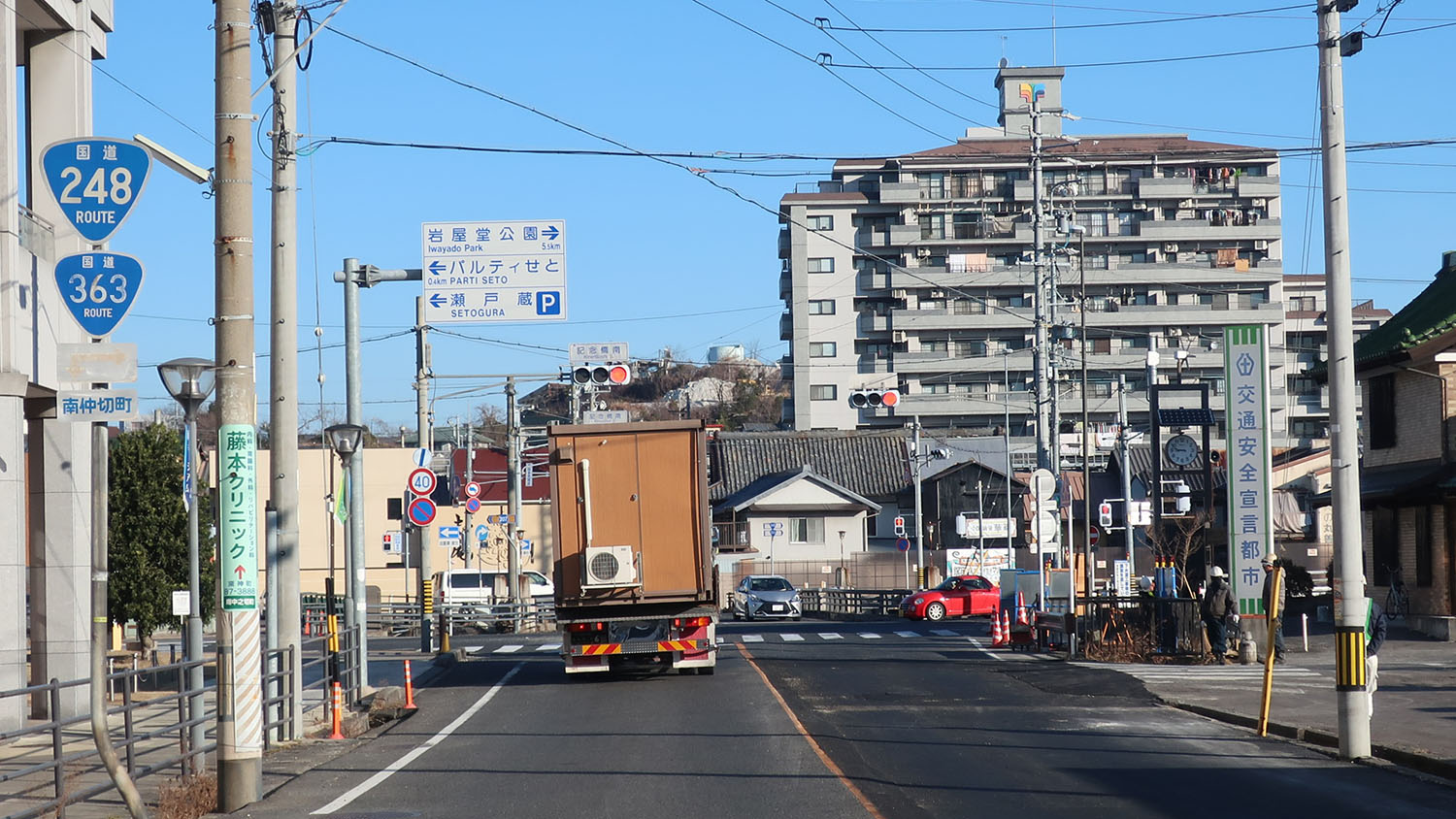
国道248号との重複
愛知県瀬戸市南仲之切町

### 通称
- 出来町通（名古屋市名東区、守山区）
- 瀬港線（尾張旭市、瀬戸市、名古屋市守山区[4]）
- 瀬戸街道（瀬戸市）
- 中馬ハナノキ街道（土岐市、恵那市）
- 恵那白川かえで街道（恵那市、白川町）

### バイパス・改良事業など
- 瀬戸バイパス（愛知県瀬戸市広之田町 - 同市白岩町、L=2.0 km）※ 一部開通済み
- 柿野バイパス（岐阜県土岐市鶴里町柿野 - 同市鶴里町細野、L=3.3 km）A工区、B工区は開通したがC工区は未開通
- 陶バイパス（岐阜県瑞浪市）
- 花白バイパス（岐阜県恵那市山岡町馬場田地内、L=1.2 km）※未開通
- 吉良見工区・明智町大田工区・明智町工区歩道設置（岐阜県恵那市）
- 川上工区現道拡幅（岐阜県中津川市阿木川上地内、L=0.1 km）

### 重複区間
- 国道257号（岐阜県恵那市岩村町・一色交差点 - 恵那市岩村町・裏山交差点）
- 国道418号（岐阜県恵那市山岡町馬場和田 - 恵那市岩村町・裏山交差点）
- 国道248号（愛知県瀬戸市・品野交番前交差点 - 瀬戸市・東本町交差点）
- 国道155号（愛知県瀬戸市・東本町交差点 - 瀬戸市・瀬戸橋南交差点）

## 地理

### 通過する自治体
- 愛知県
  - 名古屋市（名東区） - 尾張旭市 - 瀬戸市
- 岐阜県
  - 土岐市 - 瑞浪市 - 恵那市 - 中津川市

### 交差する道路
- 国道302号（名古屋環状2号線）（名古屋市名東区）
- 国道155号・国道248号・東海環状自動車道せと品野インターチェンジ（瀬戸市）
- 国道419号（瑞浪市）
- 国道418号（恵那市）
- 国道257号（恵那市）
- 国道19号（中津川市）

## ギャラリー

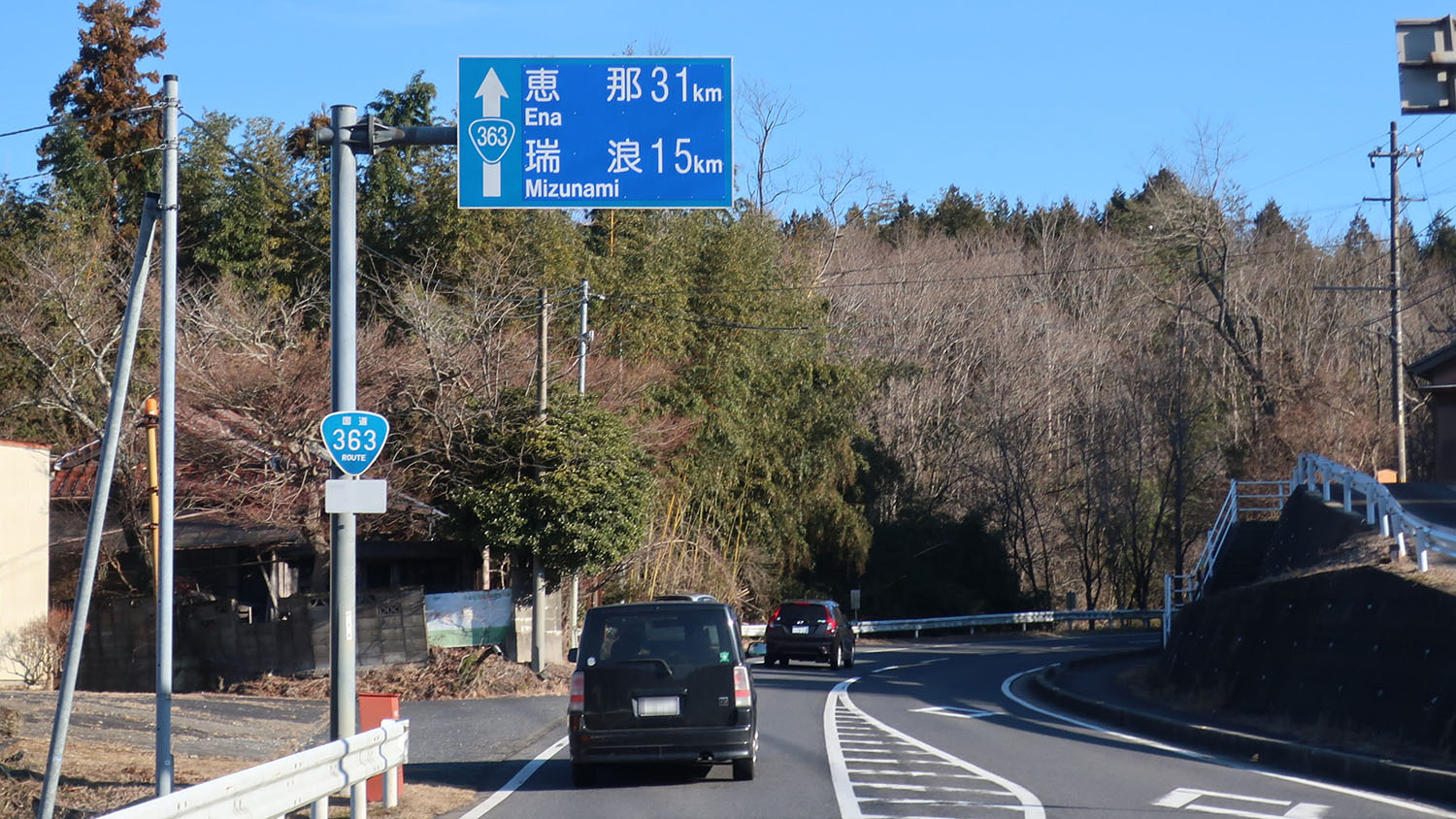
岐阜県土岐市曽木町
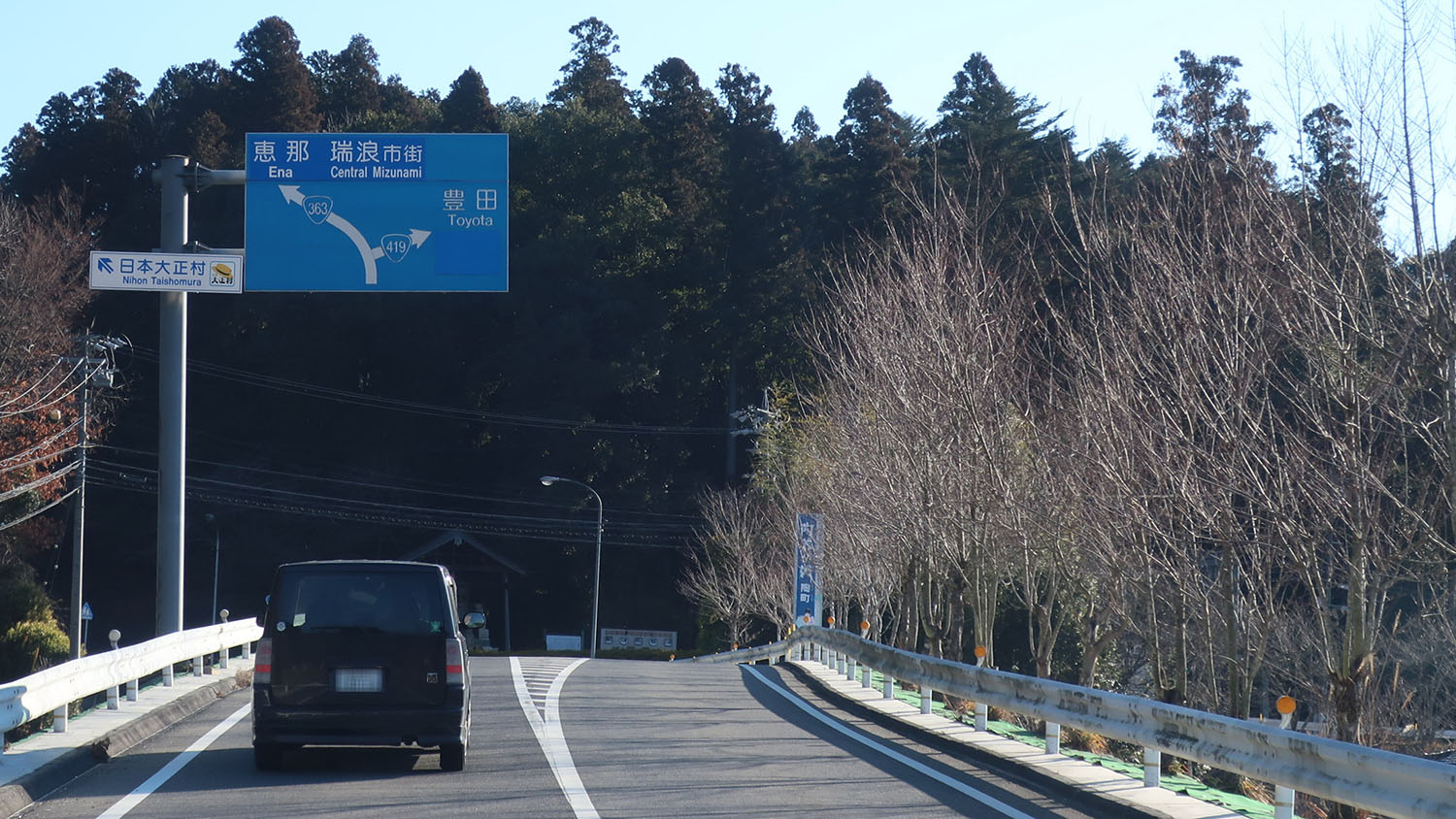
国道419号との分岐 岐阜県瑞浪市陶町大川
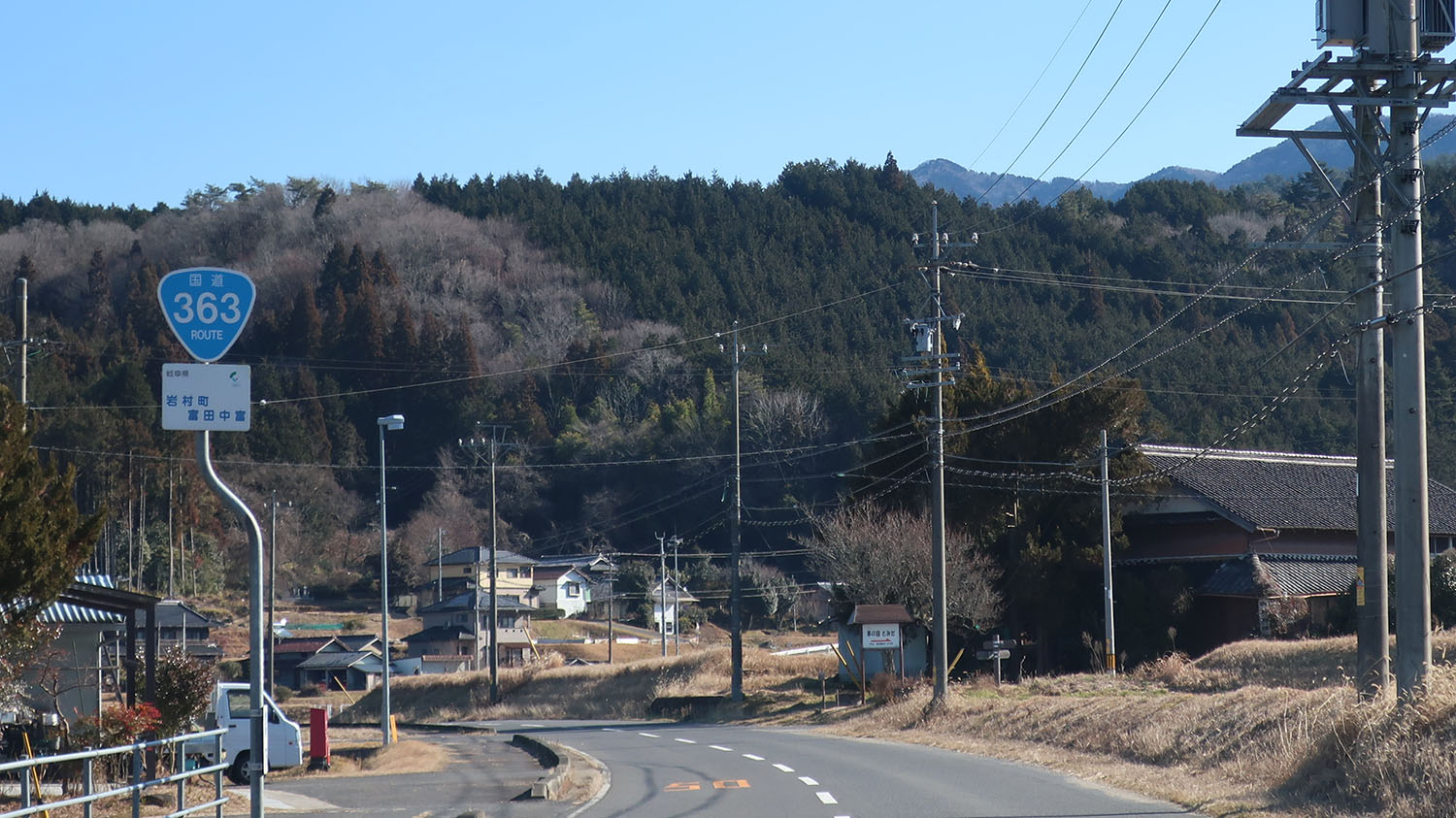
岐阜県恵那市岩村町